# Inner London

Definitie volgens het Office for National Statistics (geheel boven: definitie volgens de London Government Act 1963)

Inner London (Nederlands: Binnen-Londen) is de verzamelnaam voor de 13 boroughs die het centrale deel van de Britse metropool en Engelse regio Groot-Londen omvat. De oppervlakte bedraagt 319 km² en het aantal inwoners 3.231.901 (2011).
Inner London mag niet verward worden met City of London, het centrale gebied van slechts 2,9 km². De ring van boroughs buiten Inner London wordt Outer London genoemd.

## Demografie
Het aantal inwoners van Inner London, dat door suburbanisatie tussen 1911 en 1981 halveerde (van 4.998.237 naar 2.550.100), stijgt de laatste 25 jaar weer. In 1991 bedroeg het aantal inwoners 2.599.300, in 2001 was dit 2.766.114 en in 2011 3.231.901. Hierdoor bedraagt de gemiddelde dichtheid thans ongeveer 10.000 inwoners per km².
Van de bevolking was volgens de volkstelling van 2001 10,3 % ouder dan 65 jaar. De werkloosheid bedroeg 5,6 % van de beroepsbevolking.

## Boroughs (en City1)
- Camden
- City of London1
- Greenwich2
- Hackney
- Hammersmith and Fulham
- Haringey2
- Islington
- Kensington and Chelsea
- Lambeth
- Lewisham
- Newham2
- Southwark
- Tower Hamlets
- Wandsworth
- City of Westminster

NB:

1 De City of London is geen borough, maar hoort door haar ligging bij Inner London.

2 De definitie van het gebied volgens de London Government Act 1963 verschilt iets van die volgens het Office for National Statistics. Eerstgenoemde definitie komt min of meer overeen met het grondgebied van het voormalige graafschap Londen. Volgens het Ministry of Housing, Communities & Local Government hoort Greenwich wel, en Haringey en Newham niet tot Inner London.